# La Salle-de-Vihiers
La Salle-de-Vihiers ([la ˈsal də viˈje] ⓘ) ist eine Ortschaft und ehemalige Gemeinde mit 936 Einwohnern (Stand: 1. Januar 2022) im französischen Département Maine-et-Loire in der Region Pays de la Loire. Sie gehörte zum Arrondissement Saumur. Die Einwohner werden Sallésiens und Sallésiennes genannt.
Der Erlass des Präfekten vom 24. September 2015 legte mit Wirkung zum 15. Dezember 2015 die Eingliederung von La Salle-de-Vihiers als Commune déléguée gemeinsam mit zwölf bis dahin selbstständigen Gemeinden und Ortschaften zur Commune nouvelle Chemillé-en-Anjou fest.

## Geografie

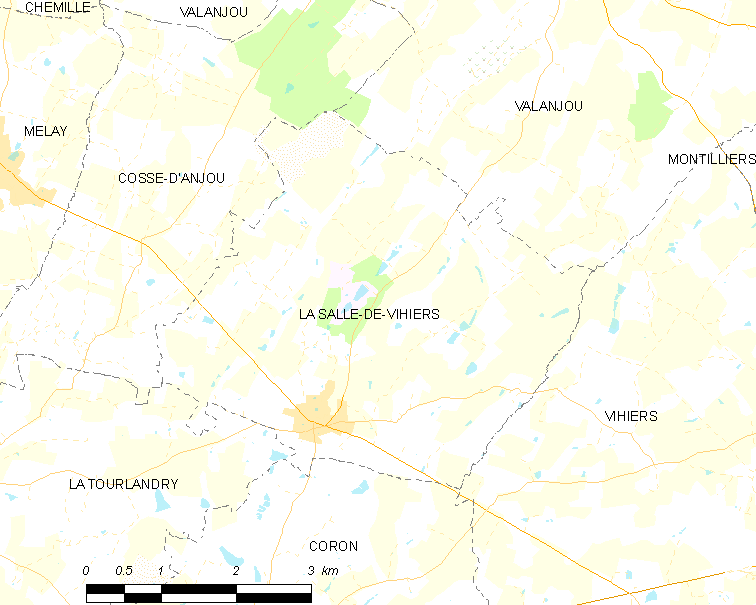
Karte von La Salle-de-Vihiers

La Salle-de-Vihiers liegt etwa 36 Kilometer südsüdwestlich von Angers, etwa 44 Kilometer westsüdwestlich von Saumur und etwa 21 Kilometer nordöstlich von Cholet in der Région naturelle der Mauges, Teil der historischen Provinz des Anjou. Das Gebiet von La Salle-de-Vihiers liegt im äußersten Südosten des Armorikanischen Massivs auf dem Kamm der höchsten Hügelkette des Départements, bei der mit 204 m die höchste Erhebung des Orts gemessen wird. Das Ortszentrum befindet sich dabei auf etwa 190 m Höhe. La Salle-de-Vihiers wird entwässert von den hier entspringenden und zeitweise trockenfallenden Ruisseau du Corail und Arcison, der das Ortsgebiet im Osten begrenzt.
Umgeben wird La Salle-de-Vihiers von zwei Nachbargemeinden und drei Communes déléguées von Chemillé-en-Anjou:
|                                  | Valanjou (Commune déléguée)                 |                |
| Cossé-d’Anjou (Commune déléguée) | Kompassrose, die auf Nachbargemeinden zeigt | Lys-Haut-Layon |
| La Tourlandry (Commune déléguée) | Coron                                       |                |

## Toponymie und Geschichte
Der Name des Orts scheint auf eine frühere Wohnstätte eines fränkischen Seigneurs hinzuweisen. Es gibt aber keine Hinweise auf den Zeitpunkt der Begründung der Pfarrgemeinde oder des Baus der ersten Kirche.
Frühere Formen des Ortsnamens waren:
La Salle prope villam galice nuncupatam Vihers (1369), la Sale près Vihers (1383), Aula de Vihers (1425), La Salle de Vihiers (1463 und 1607), La-Salle-en-Mauges (1625), La Salle près Vihiers (1515, 1613 und 1713).
Das Lehen von La Salle war von 1529 bis 1765 zweigeteilt im Besitz der Seigneurs von Les Novers-Aménard, abhängig vom Lehen Cossay. 1766 erwarb Georges Hullier de la Salle, Seigneur von La Frapinière und Le Grolay, das Lehen und gab es direkt an den Seigneur von Cossay weiter, der die beiden Landesteile vereinigte.
Das Dorf war vom Aufstand der Vendée, dem bewaffneten Kampf der royalistisch-katholisch gesinnten Landbevölkerung gegen Repräsentanten und Truppen der Ersten Französischen Republik, betroffen. Im Rahmen der Operationen der Höllenkolonnen wurde das Dorf am 22. Januar 1794 in Brand gesteckt und mehrere Bewohner getötet.

## Bevölkerungsentwicklung
| La Salle-de-Vihiers: Einwohnerzahlen von 1793 bis 2020                                                                     | La Salle-de-Vihiers: Einwohnerzahlen von 1793 bis 2020 | La Salle-de-Vihiers: Einwohnerzahlen von 1793 bis 2020 | La Salle-de-Vihiers: Einwohnerzahlen von 1793 bis 2020 | La Salle-de-Vihiers: Einwohnerzahlen von 1793 bis 2020 |
| --- | ------------------------------------------------------ | ------------------------------------------------------ | ------------------------------------------------------ | ------------------------------------------------------ |
| Jahr |                                                        |                                                        |                                                        | Einwohner                                              |
| 1793 | 1793                                                   |                                                        | 1.105                                                  | 1.105                                                  |
| 1800 | 1800                                                   |                                                        | 600                                                    | 600                                                    |
| 1806 | 1806                                                   |                                                        | 847                                                    | 847                                                    |
| 1821 | 1821                                                   |                                                        | 924                                                    | 924                                                    |
| 1831 | 1831                                                   |                                                        | 976                                                    | 976                                                    |
| 1836 | 1836                                                   |                                                        | 993                                                    | 993                                                    |
| 1841 | 1841                                                   |                                                        | 954                                                    | 954                                                    |
| 1846 | 1846                                                   |                                                        | 1.009                                                  | 1.009                                                  |
| 1851 | 1851                                                   |                                                        | 1.101                                                  | 1.101                                                  |
| 1856 | 1856                                                   |                                                        | 1.203                                                  | 1.203                                                  |
| 1861 | 1861                                                   |                                                        | 1.221                                                  | 1.221                                                  |
| 1866 | 1866                                                   |                                                        | 1.167                                                  | 1.167                                                  |
| 1872 | 1872                                                   |                                                        | 1.127                                                  | 1.127                                                  |
| 1876 | 1876                                                   |                                                        | 1.079                                                  | 1.079                                                  |
| 1881 | 1881                                                   |                                                        | 1.091                                                  | 1.091                                                  |
| 1886 | 1886                                                   |                                                        | 1.037                                                  | 1.037                                                  |
| 1891 | 1891                                                   |                                                        | 1.011                                                  | 1.011                                                  |
| 1896 | 1896                                                   |                                                        | 964                                                    | 964                                                    |
| 1901 | 1901                                                   |                                                        | 950                                                    | 950                                                    |
| 1906 | 1906                                                   |                                                        | 996                                                    | 996                                                    |
| 1911 | 1911                                                   |                                                        | 955                                                    | 955                                                    |
| 1921 | 1921                                                   |                                                        | 1.040                                                  | 1.040                                                  |
| 1926 | 1926                                                   |                                                        | 1.024                                                  | 1.024                                                  |
| 1931 | 1931                                                   |                                                        | 927                                                    | 927                                                    |
| 1936 | 1936                                                   |                                                        | 950                                                    | 950                                                    |
| 1946 | 1946                                                   |                                                        | 936                                                    | 936                                                    |
| 1954 | 1954                                                   |                                                        | 996                                                    | 996                                                    |
| 1962 | 1962                                                   |                                                        | 922                                                    | 922                                                    |
| 1968 | 1968                                                   |                                                        | 903                                                    | 903                                                    |
| 1975 | 1975                                                   |                                                        | 894                                                    | 894                                                    |
| 1982 | 1982                                                   |                                                        | 902                                                    | 902                                                    |
| 1990 | 1990                                                   |                                                        | 922                                                    | 922                                                    |
| 1999 | 1999                                                   |                                                        | 900                                                    | 900                                                    |
| 2006 | 2006                                                   |                                                        | 1.038                                                  | 1.038                                                  |
| 2013 | 2013                                                   |                                                        | 1.036                                                  | 1.036                                                  |
| 2020 | 2020                                                   |                                                        | 965                                                    | 965                                                    |
| Quelle(n): EHESS/Cassini bis 1999, INSEE ab 2006 Anmerkung(en): Ab 1962 offizielle Zahlen ohne Einwohner mit Zweitwohnsitz |                                                        |                                                        |                                                        |                                                        |

Der Bevölkerungsrückgang am Ende des 18. und zu Beginn des 19. Jahrhunderts ist eine Folge der Unruhen im Rahmen des Aufstands der Vendée.

## Sehenswürdigkeiten
- Pfarrkirche Saint-Martin, 1568 von durchziehenden Hugenotten zerstört und fast sogleich wieder neu gebaut, im 18. Jahrhundert teilweise und 1830 erneut neu errichtet
- Kapelle Sainte-Anne aus der zweiten Hälfte des 19. Jahrhunderts
- Konvent der Schwestern der Barmherzigkeit Herzjesu, errichtet 1868
- Schloss Le Breil aus dem 18. Jahrhundert
- Herrenhaus, genannt „Schloss Le Plessis“, mit Ursprüngen aus dem 15. Jahrhundert